# Dynamine marcoyi
Dynamine marcoyi är en fjärilsart som beskrevs av Hall 1935. Dynamine marcoyi ingår i släktet Dynamine och familjen praktfjärilar. Inga underarter finns listade i Catalogue of Life.